# Dalibor Veselinović
Dalibor Veselinović (Novi Sad, Serbia, 21 de septiembre de 1987), futbolista serbio que actualmente juega de delantero y su actual equipo es el KV Mechelen de la Jupiler Pro League cedido por el RSC Anderlecht.

## Selección nacional
Ha sido internacional con la Selección de fútbol de Serbia Sub-21 en 2 ocasiones.

## Clubes
| Club            | País    | Año                  |
| --------------- | ------- | -------------------- |
| OFK Belgrado    | Serbia  | 2005-2008            |
| RC Lens         | Francia | 2008-2009            |
| FC Brussels     | Bélgica | 2009-2010            |
| RSC Anderlecht  | Bélgica | 2011                 |
| KV Kortrijk     | Bélgica | 2011-2012            |
| K. Beerschot AC | Bélgica | 2012                 |
| Beveren         | Bélgica | 2013                 |
| RSC Anderlecht  | Bélgica | 2014-2015            |
| KV Mechelen     | Bélgica | (2015-2016-presente) |